# Kobanja
Kobajë en albanais et Kobanja en serbe latin (en serbe cyrillique : Кобања) est une localité du Kosovo située dans la commune/municipalité de Prizren et dans le district de Prizren/Prizren. Selon le recensement kosovar de 2011, elle ne compte plus aucun habitant.
Kobanja est également connu sous le nom de Kobanjë.

## Démographie

### Évolution historique de la population dans la localité
| 1948 | 1953 | 1961 | 1971 | 1981 | 1991 | 2011 |
| ---- | ---- | ---- | ---- | ---- | ---- | ---- |
| 168  | 188  | 242  | 380  | 562  | 718  | 0    |

|  |